# Sässman
Sässman är en sjö i Ovanåkers kommun i Hälsingland och ingår i Ljusnans huvudavrinningsområde. Sjön är 2 meter djup, har en yta på 0,526 kvadratkilometer och befinner sig 153,1 meter över havet. Sässman ligger i Sässmanområdet Natura 2000-område.

## Delavrinningsområde
Sässman ingår i det delavrinningsområde (680691-150471) som SMHI kallar för Utloppet av Sässman. Medelhöjden är 163 meter över havet och ytan är 2,48 kvadratkilometer. Det finns inga avrinningsområden uppströms utan avrinningsområdet är högsta punkten. Vattendraget som avvattnar avrinningsområdet har biflödesordning 3, vilket innebär att vattnet flödar genom totalt 3 vattendrag innan det når havet efter 89 kilometer. Avrinningsområdet består mestadels av öppen mark (10 procent) och jordbruk (47 procent). Avrinningsområdet har 0,45 kvadratkilometer vattenytor vilket ger det en sjöprocent på 18,2 procent. Bebyggelsen i området täcker en yta av 0,4 kvadratkilometer eller 16 procent av avrinningsområdet.